# Хижняк Григорій Миколайович
Григорій Миколайович Хижняк (16 липня 1974, Миколаїв, УРСР — 5 жовтня 2018, Київ) — український баскетболіст, тренер. В останні роки життя працював директором з маркетингу баскетбольного клубу «Будівельник».

## Життєпис
Григорій Хижняк із шести до одинадцяти років займався академічним веслуванням. Баскетболом почав займатися з четвертого класу, тренер — Олександр Кім. У 1989 році потрапив у дубль команди Миколаївського кораблебудівного інституту.

### Кар'єра
Хижняк був одним з найкращих оборонних центрових європейського баскетболу початку 2000-х років. Виступаючи за каунаський «Жальгіріс» став чемпіоном Литви в сезоні 2000/01 років, срібний призер чемпіонату Росії 1999 року в складі «Автодора», переможець Кубка Європи УЛЄБ та срібний призер чемпіонату Іспанії 2003 року в складі «Памесу» (Валенсія).
Григорій Хижняк виступав у складі збірної України на двох чемпіонатах Європи, в 1997 і 2003 році.
Після завершення кар'єри гравця і чемпіонату Української суперліги сезону 2009/10 років став тренером дублю команди «ДніпроАЗОТ».
Починаючи з сезону 2011/12 років — директор з маркетингу БК «Будівельник» (Київ).

## Сім'я
Дружина — Ольга, син — Платон.

## Досягнення
- Українська баскетбольна суперліга
  -  Чемпіон (4): 1996, 1997, 2000, 2006
  -  Срібний призер (1): 1998

- Чемпіонат Литви
  -  Чемпіон (1): 2001
  -  Срібний призер (1): 2002

- Кубок УЛЄБ
  -  Фіналіст (1): 2005

- Під №46 увійшов до списку 100 найкращих українських спортсменів незалежності за версією Tribuna.com та FAVBET[3]

## Смерть
Григорій Хижняк раптово помер 5 жовтня 2018 року на 45-му році життя. За непідтвердженими даними, у колишнього спортсмена стався інфаркт.

### Відеофрагменти
- На 45 році життя помер легенда українського баскетболу Григорій Хижняк на YouTube
- Григорій Хижняк - "Українська Скеля" на YouTube